# Aleksander Lasoń
Aleksander Lasoń (født 10. november 1951 i Siemianowice Slaskie, Polen) er en polsk komponist, professor og lærer.
Lasoń studerede komposition på musikkonservatoriet i Katowice (1973-1979). Han har skrevet fire symfonier, orkesterværker, kammermusik, koncertmusik, strygekvartetter, elektronisk musik, korværker, sange, solostykker for mange instrumenter etc.
Lasoń er også professor og lærer i komposition ved Universitetet i Schlesien, og på Musikkonservatoriet i Katowice. Han har modtaget flere priser såsom Beethoven Prisen (1980) i Bonn for sin 2. symfoni, og tre eftertragtede priser på UNESCOs internationale komponisttribune i Paris.

## Udvalgte værker
- Symfoni nr. 1 (1975) - for messinginstrumenter, slagtøj og to klaverer
- Symfoni nr. 2 "Koncertante" (1977-1979) - for klaver og orkester
- Symfoni nr. 3 "1999" "Apokalypsis" (1996-1997) for kor og orkester
- Symfoni nr. 4 "SATJA" (2006-2007) - for orkester
- Symfoni Koncertante (2004) - for guitar og kammerorkester
- Bjerge (1979-1980) - for orkester
- Festkoncert (1993-1995) - for violin og orkester
- Musik i Shakespeare (1975) - for baryton og magnetbånd